# Alejandro Cavanna
Alejandro Mario Cavanna González (* 13. Juni 1994 in Salto) ist ein uruguayischer Fußballspieler.

## Karriere
Der nach Angaben seines Vereins 1,75 Meter große, auf der Position des rechten Außenverteidigers eingesetzte Defensivakteur Alejandro Cavanna spielte von 2008 bis 2013 für die Jugendmannschaften von Liverpool Montevideo. In jenem Jahr schloss er sich dem Nachwuchsteam von Nacional Montevideo an. Für die Reservemannschaft der "Bolsos" absolvierte er (Stand: 19. November 2016) 61 Spiele und erzielte einen Treffer. In den Spielzeiten 2013/14 und 2014/15 wurde er mit diesem Team jeweils Uruguayischer Meister der Reserveteams. Seit 2016 steht er auch im Kader der Ersten Mannschaft. Dort debütierte er am 28. Februar 2016 für die Profimannschaft in der Primera División als er von Trainer Gustavo Munúa bei der 0:2-Auswärtsniederlage gegen Plaza Colonia in die Startelf beordert wurde. Insgesamt absolvierte er in der Spielzeit 2015/16 nur diese eine Erstligapartie (kein Tor). Während der Saison 2016 kam er nicht in der Liga zum Einsatz. Mitte Februar 2017 verpflichtete ihn der Zweitligist Huracán Football Club, für den er in der Saison 2017 bislang (Stand: 24. Juli 2017) neun Zweitligaspiele (kein Tor) bestritt.